# James Macfadyen
Pour les articles homonymes, voir Macfadyen.
James Macfadyen est un botaniste écossais, né en 1799 à Glasgow et mort en 1850 à la Jamaïque.
Il obtint un titre de docteur en médecine en 1821-1822. Il devint membre de la Société linnéenne de Londres en 1838. Ce fut le botaniste de la colonie de la Jamaïque de 1826 à 1828 où il établit un jardin botanique. Macfadyen fit paraître Flora Jamaica (1837) mais seul le premier tome parut ainsi que Description of Nelumbium jamaicense (1847).
Alphonse Pyrame de Candolle (1806-1893) lui dédia en 1845 le genre Macfadyena de la famille des Bignoniaceae et Stephan Ladislaus Endlicher (1804-1849) en 1842 le genre Fadyenia de la famille des Dryopteridaceae.

## Source
- Ray Desmond (1994). Dictionary of British and Irish Botanists and Horticulturists including Plant Collectors, Flower Painters and Garden Designers. Taylor & Francis and The Natural History Museum (Londres).